# Gordon Williams
Gordon Willis Williams (Dublino, 19 marzo 1926 – New Haven, 28 agosto 2010) è stato un filologo classico irlandese naturalizzato statunitense.

## Biografia
Gordon Williams studiò filologia classica presso il Trinity College (Dublino), ottenendo il BA nel 1947 e il MA nel 1948. Successivamente lavorò dal 1948 fino al 1951 come Assistant Lecturer al King's College London e dal 1951 al 1953 come Lecturer presso l'Università di Cardiff; dal 1953 fino al 1962 fu Fellow e Tutor in Classics al Balliol College dell'Università di Oxford. Presso questa sede conseguì un secondo Master of Arts nel 1953.
Dal 1963 Gordon Williams fu Professor of Humanities presso l'Università di St. Andrews in Scozia. La sua attività di ricerca, nonché il suo prestigio internazionale, lo portarono all'estero: nel 1969 come Professore invitato presso l'Università dell'Indiana, e nel 1973/1974 come Sather Professor presso l'Università della California - Berkeley. Dal 1974, a seguito di una chiamata presso l'Università Yale, ricoprì il ruolo di Thacher Professor of Latin Literature, fino al suo ritiro. 
I suoi studi si sono concentrati sulla poesia romana, specie Orazio e Virgilio, e il suo contesto culturale.

## Scritti principali
- Tradition and Originality in Roman Poetry. Clarendon Press, Oxford 1968.
- The third book of Horace's "Odes". Edited with translation and running commentary. Clarendon Press, Oxford 1969, ISBN 0-19-912001-3.
- The Nature of Roman Poetry (= Oxford Paperbacks University Series. Bd. 49). Oxford University Press, Oxford 1970, ISBN 0-19-888049-9 (edizione abbreviata di Tradition and Originality in Roman Poetry. 1968).
- Horace (= Greece & Rome. New surveys in the classics. Bd. 6, ISSN 0533-2451 (WC · ACNP)). Clarendon Press, Oxford 1972
- Change and Decline. Roman Literature in the Early Empire (= Sather Classical Lectures. Bd. 45). University of California Press, Berkeley CA u. a. 1978, ISBN 0-520-03333-7.
- Figures of Thought in Roman Poetry. Yale University Press, New Haven CT u. a. 1980, ISBN 0-300-02456-8.
- What is happening to interpretation of Virgil's Aeneid? (= Todd Memorial Lecture 9th). University of Sydney, Sydney 1982, ISBN 0-86758-069-0.
- Technique and Ideas in the Aeneid. Yale University Press, New Haven CT u. a. 1983, ISBN 0-300-02852-0.